# Стафеево (Нижегородская область)
Стафеево — деревня в составе Обходского сельсовета Уренского района Нижегородской области.

## География
Деревня находится в 24 км к северо-востоку от Урени и в 188 км к северо-востоку от Нижнего Новгорода. Абсолютная высота над уровнем моря — 151 м..

## Население
| 2002 | 2010 |
| ---- | ---- |
| 0    | →0   |